# Agata Malesińska
Agata Malesińska, z domu Węgrzynowska (ur. 5 września 1979 w Tomaszowie Mazowieckim) – polska pisarka i scenarzystka. Czasem występuje pod pseudonimem Agata Harrison.

## Życiorys
Absolwentka Wydziału Nauk Ekonomicznych Uniwersytetu Warszawskiego, doktorantka na Wydziale Socjologii Szkoły Wyższej Psychologii Społecznej w Warszawie. Ma maturę międzynarodową (International Baccalaureate). W latach 2003– 2006 pracowała w Polskiej Agencji Prasowej jako dziennikarka działu kultury i nauki i redaktor prowadząca Serwis Rozmaitości. Od 2006 roku scenarzystka telewizyjna i filmowa. Autorka zarówno scenariuszy adaptowanych (m.in. do serialu Niania), jak i oryginalnych (m.in. do serialu Samo życie).
W 2009 roku zadebiutowała jako pisarka, choć pierwsze opowiadania opublikowała już w 2004 roku na łamach „Czytadła”, istniejącego wówczas dodatku literackiego do gazety „Fakt”.

## Twórczość
Swoją pierwszą powieść pt. „Aby do pełni” (wyd. Prószyński i S-ka, 2009) Malesińska wydała pod pseudonimem Agata Harrison. Książka była inspiracją dla scenariusza filmu „Od pełni do pełni” (2012) w reżyserii Tomasza Szafrańskiego z Andrzejem Nejmanem i Katarzyną Glinką w rolach Oskara i Lenki. Agata Malesińska była również współautorką scenariusza (w napisach pod pseudonimem Agata Harrison). Na ekrany kin film wszedł 30 listopada 2012 r.
Druga powieść Agaty Malesińskiej, „Malokkio”, na rynek trafiła w marcu 2011 r. nakładem Świata Książki.
W 2019 r. poinformowano, że razem z pisarzem Wojtkiem Miłoszewskim Agata Malesińska napisała scenariusz serialu kryminalnego na podstawie powieści Harlana Cobena "The Woods" (pl. "W głębi lasu") dla stacji Netflix. Produkcja w reżyserii Leszka Dawida i Bartosza Konopki miała premierę 12 czerwca 2020. W głównych rolach m.in. Grzegorz Damięcki i Agnieszka Grochowska. Jest to drugi, po serialu "1983", autorski serial polskiej produkcji, nakręcony na zlecenie stacji Netflix. Serial trafił na listę najchętniej oglądanych produkcji Netflix na świecie.

### Literatura
- 2009 – Aby do pełni (wyd. Prószyński i S-ka)
- 2011 – Malokkio (wyd. Świat Książki)

### Film
- 2012 – Od pełni do pełni (współscenarzystka; w napisach Agata Harrison)

### Telewizja
- 2005-2009 – Niania (TVN, scenariusz i dialogi, wybrane odcinki)
- 2006-2008 – Hela w opałach (TVN, scenariusz i dialogi, wybrane odcinki)
- 2009–2010 – Samo życie (Polsat, scenariusz, wybrane odcinki)
- 2020 - W głębi lasu (serial telewizyjny)